# Лану, Франсуа де
Франсуа́ де Ла Ну (фр. François de La Noue dit 'Bras de Fer'; 1531, Нант — 4 августа 1591), прозванный «Железная Рука» — французский военачальник и философ, автор трудов по истории и философии.

## Биография
Один из прославленных гугенотских полководцев, писатель-мемуарист. Потомок знатного бретонского рода. Получил образование в Италии.
В 1557 году принял кальвинизм и стал сподвижником предводителя французских гугенотов — адмирала Колиньи, командуя протестантской кавалерией. Во время первой религиозной войны он участвовал в битве при Дрё (1562).
В 1567 году во главе всего 15 человек захватил Орлеан, сражался при Сен-Дени (1567), при Жарнаке (1569), где он командовал арьергардом, а затем при Монконтуре (1569) был взят в плен, но оба раза отпущен безо всякого выкупа. В июне 1570 года разбил три полка католиков при Люссоне; во время осады Фонтенэ (17 июня 1570 года) лишился руки, которую заменил железным протезом, после чего был прозван «Железная рука».
Затем участвовал в нидерландской войне за освобождение, сражаясь в войсках Вильгельма Оранского против испанцев.
Участвовал в сражении при Рюнемантсе (Rynemants) (1 августа 1578), в котором 20 000 голландских патриотов под командованием графа Буссю победили 30 000 испанцев во главе с доном Хуаном Австрийским.
В мае 1580 года при Изегеме был взят испанцами в плен и заключен в замок Лимбург, где находился в течение пяти лет. Здесь он написал свои известные «Беседы о политике и войне» (Discours politiques et militaires, 1587 году), считающиеся одним из лучших образцов французской прозы XVI столетия.
Будучи освобождён в 1585 году, отправился в Женеву, где оказал существенную помощь в отражении войск герцога Савойского.
В 1588 году сражался на стороне Генриха III против герцога Гиза, в 1589 года отстоял крепость Санлис, осажденную герцогом Омальским, в 1590 году в войсках Генриха IV осаждал Париж и участвовал в сражениях при Арке и Иври.
Был смертельно ранен при осаде Ламбаля, где королевская армия усмиряла мятежного бретонского губернатора, герцога Меркера.